# Thé en Allemagne

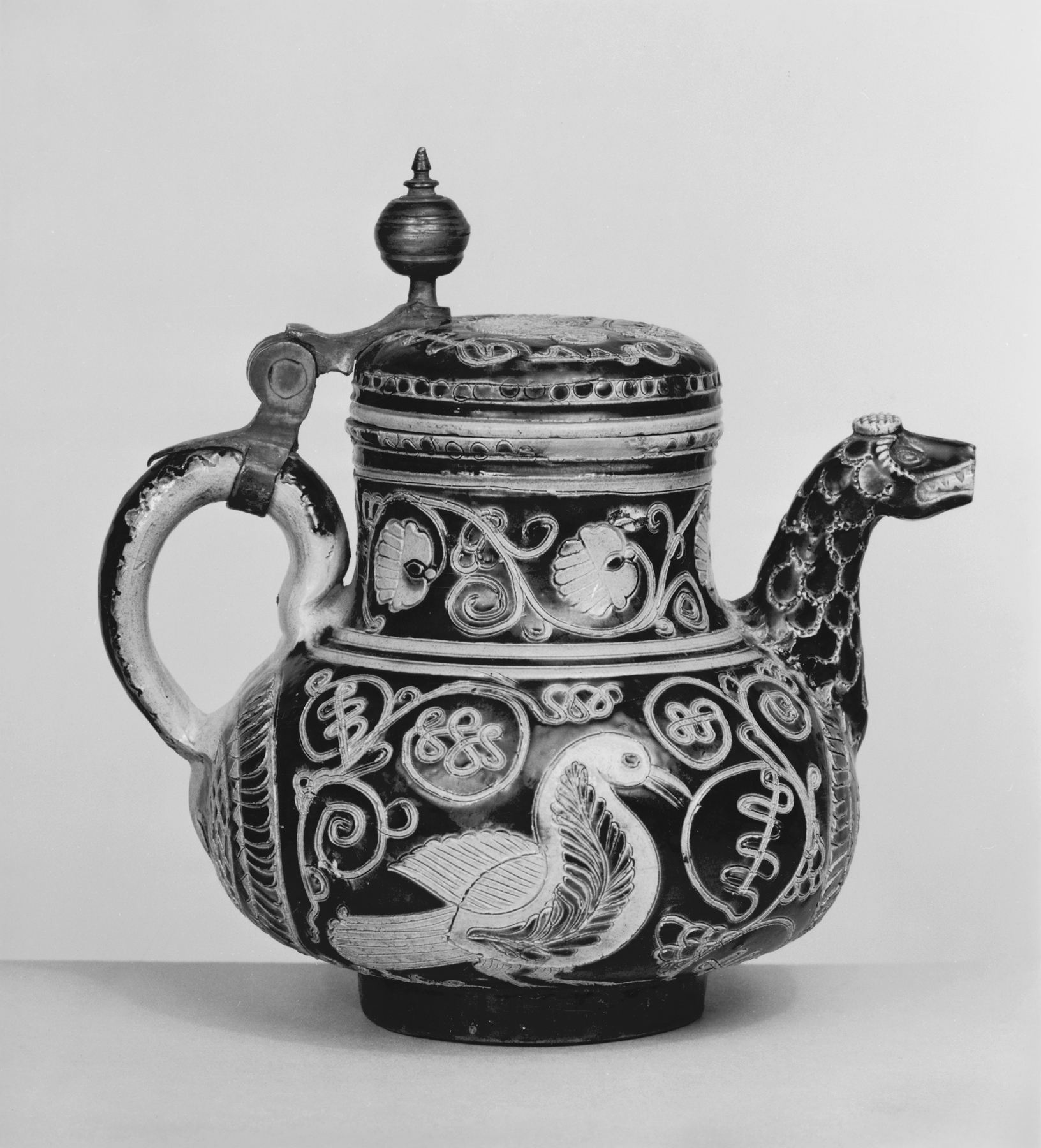
Une théière allemande avec un couvercle à charnière, XVIII.

La région de la Frise orientale est connue pour sa consommation et sa culture de thé. Du fort thé Assam, de Ceylan ou de Darjeeling est servi à chaque fois qu'il y a des visiteurs à la maison en Frise ou un autre rassemblement, ainsi qu'avec le petit-déjeuner, l'après-midi, et en milieu de soirée. Il remplace généralement l'eau durant les repas.
La préparation traditionnelle est la suivante : Un kluntje (une pierre de sucre blanc qui fond lentement) est mise au fond de la coupe vide (ce qui permet à plusieurs tasses de thé d'être sucrées), puis le thé est versé sur le kluntje. Un lourd nuage de lait (« Wölkje ») est ajouté au thé, représentant l'eau, le sucre étant la terre. Il est servi sans une cuillère etbu en trois parties : au début on sent plutôt le goût de la crème, puis du thé et enfin le goût sucré du kluntje au fond de la tasse. Remuer le thé mélangerait les trois niveaux et gâcher la saveur traditionnelle du thé. Le thé est généralement servi avec des petits biscuits au cours de la semaine et des gâteaux lors d'occasions spéciales ou des week-ends. Le thé est réputé guérir les maux de tête, des problèmes d'estomac, et le stress, entre autres. Le service à thé est souvent décoré de dessins est-frisons roses. La cuillère à café n'est pas servie pour mélanger le thé, mais pour la signaler que l'on en a eu suffisamment.